# Rudolf Hengstenberg
Rudolf Hengstenberg (* 16. August 1894 in Untermais, Österreich-Ungarn; † 5. Januar 1974 in Bremen) war ein deutscher Maler und Grafiker.

## Leben
Hengstenbergs Vater war Ingenieur und besaß in Meran das Gaswerk. Nach dessen Verkauf 1899 zog die Familie nach Berlin, wo Rudolf Hengstenberg die Oberrealschule Zehlendorf besuchte. Er war Bruder von Elfriede Hengstenberg. Bei Ausbruch des Ersten Weltkriegs meldete er sich freiwillig und wurde mit dem Regiment der Gardes du Corps an verschiedenen Fronten eingesetzt und mehrfach verwundet.
1919 nahm Hengstenberg ein Architekturstudium an der Technischen Hochschule in Berlin auf. 1920 wechselte er an die Hochschule Stuttgart, und schließlich an die Kunstakademie Stuttgart, wo er bei Heinrich Altherr studierte. 1924 schloss Hengstenberg sein Studium als Meisterschüler Altherrs ab und zog als freier Künstler nach Potsdam an.
Hengstenberg wurde durch die Preußische Akademie der Künste ausgestellt und durch den Maler Ludwig Dettmann gefördert. 1926 schloss er sich einem Kreis um den Maler Egon von Kameke an. Künstlerisch verfolgte Hengstenberg einen expressiven Realismus und orientierte sich zunehmend an der Neuen Sachlichkeit.
Bereits zum 1. April 1931 war Hengstenberg der NSDAP beigetreten (Mitgliedsnummer 507.118). In der Zeit des Nationalsozialismus war er Mitglied der Reichskammer der bildenden Künste und u. a. 1939 und 1941 auf der Großen Deutschen Kunstausstellung in München mit fünf Arbeiten vertreten. 1935 malte er das Großgemälde Bauhütte für das neue Gebäude des Reichsarbeitsministeriums in Berlin. Das Gemälde wurde unter dem Titel Kameradschaft bzw. Arbeitsgemeinschaft auf der Weltfachausstellung Paris 1937 ausgestellt und ausgezeichnet. Es gilt als subtile Umsetzung der Werkgemeinschaft, wie sie von der NS-Kunstideologie als vorbildlich propagiert wurde. Sein ebenfalls im deutschen Pavillon ausgestelltes Bild Maifeier im Berliner Lustgarten stellte eine Massenkundgebung dar, wie sie im Dritten Reich regelmäßig abgehalten wurde. 1938 erhielt Hengstenberg den an verdiente nationalsozialistische Kulturschaffende vergebenen und vom Preußischen Kultusministerium ausgelobten Preis der Harry-Kreismann-Stiftung.
Im Zweiten Weltkrieg wurde Hengstenberg als Kriegsmaler eingesetzt. Ungeachtet eigener Bekundungen nach dem Krieg, Joseph Goebbels und die Schutzstaffel seien mit dem Realismus seiner Bilder nicht zufrieden gewesen und Behauptungen, es habe sich nicht um verherrlichende Propaganda gehandelt, wurde seine Kunst ausgestellt, in Kunstzeitschriften reproduziert und positiv aufgenommen. Der Völkische Beobachter attestierte ihm anlässlich seines 50. Geburtstags „heroische[s] Pathos“. 1943 übernahm er die Leitung der nationalsozialistischen Nordischen Kunsthochschule, in Bremen. Zurück an der Front geriet er 1945 in amerikanische Kriegsgefangenschaft, kehrte aber noch im September desselben Jahres zu seiner Frau Lilli zurück, die er 1942 geheiratet hatte.
Eine Berufung an die Berliner Kunsthochschule lehnte Hengstenberg 1946 ab. 1948 wurde er als „Mitläufer“ entnazifiziert. Er arbeitete als Kunstlehrer und führte ab 1950 öffentliche Aufträge für Wandmalereien aus, darunter ein Wandgemälde im Funkhaus von Radio Bremen. Als Illustrator versah er die Neuausgaben der Nesthäkchen-Reihe von Else Ury mit Textillustrationen. Ab 1965 zog er sich aus der Öffentlichkeit zurück.
Eine Gedenkausstellung, die Hengstenberg in Potsdam gewidmet werden sollte, wurde vom Oberbürgermeister der Stadt als Verherrlichung eines ehemaligen Nazikünstlers am 9. Dezember 1994 vorläufig abgesetzt. Sie wurde am 20. Dezember 1994 erst eröffnet, nachdem ein Kunsthistoriker in einem Kommentar Hengstenbergs Vita mit der anderer Künstler, die zur Zeit des Nationalsozialismus in Deutschland propagandistisch tätig gewesen waren, verglichen hatte. In der Städtischen Galerie Bremen wurden 2009 in der Ausstellung „entartet“ - beschlagnahmt. Bremer Künstler im Nationalsozialismus auch Arbeiten Hengstenbergs gezeigt. Tatsächlich wurden 1937 im Rahmen der deutschlandweiten konzertierten Aktion „Entartete Kunst“ von den Nationalsozialisten die beiden frühen Lithografien Petri Verleugnung (vor 1926, 45 × 66 cm) und Maaß-Schleuse (1924, 43 × 58 cm) aus der Städtischen Kunstsammlung Gelsenkirchen beschlagnahmt und vernichtet. Ferdinand Krogmann kritisierte die Ausstellung, weil durch ihren Titel die gezeigten Künstler irreführend zu Verfolgten des NS-Regimes gemacht würden. Vor allem aber fehlten Arbeiten ab 1933 vollständig, namentlich die systemkonformen Arbeiten Hengstenbergs wie seine vom Völkischen Beobachter gelobten Panzerbilder oder seine monumentalen NS-Propagandabilder.
Rudolf und Lilli (1911–2005) Hengstenberg sind auf dem Kirchlichen Friedhof in Bremen-Lesum begraben.
1996 gründete sich in Bremen die Rudolf-Hengstenberg-Gesellschaft e. V. zur Pflege des künstlerischen Nachlasses.

## Werke (Auswahl)
- Potsdamer Garnisonskirche im März (Lithografie; ein Blatt 1939 auf der Großen Deutschen Kunstausstellung von der Kanzlei Hitlers erworben)[9]
- Das geschlagene Heer (Inferno in Dünkirchen 1) (Aquarell; 1941 auf der Großen Deutschen Kunstausstellung)[10]
- Zeugen vom Siegreichen Rückzug /Inferno in Dünkirchen 3 (Aquarell; 1941 auf der Großen Deutschen Kunstausstellung)[11]
- Ein Panzermann (Aquarell; 1941 auf der Großen Deutschen Kunstausstellung)[12]